# Teoria dei vantaggi comparati
La teoria dei vantaggi comparati (o modello ricardiano) è stata concepita a partire dai concetti essenziali dall'economista inglese David Ricardo e si inserisce nel contesto delle teorie riguardanti il commercio internazionale. L'assunto su cui si basa è che un paese tenderà a specializzarsi nella produzione del Bene (economia) su cui ha un vantaggio comparato (cioè la cui produzione ha un costo opportunità, in termini di altri beni, minore che negli altri paesi).

## Economia con un solo fattore di produzione
Sia definita un'economia in cui esiste un solo fattore di produzione, il lavoro (il costo del capitale K si può considerare uguale in tutti i paesi, quindi di poca incidenza), ed in cui si producono due beni, x e y. La tecnologia di produzione la si può calcolare in termini di quantità di lavoro necessaria a produrre un'unità di prodotto; quindi definiamo:
- L: quantità di lavoro disponibile, in termini di ore-lavoro (risorse totali dell'economia)
- Qx: quantità prodotta del bene x
- Qy: quantità prodotta del bene y
- Lx: quantità di lavoro necessaria a produrre un'unità del bene x, in termini di ore-lavoro
- Ly: quantità di lavoro necessaria a produrre un'unità del bene y, in termini di ore-lavoro

Poiché le risorse sono scarse, nella produzione vi è un trade-off (cioè, quando vengono impiegate tutte le ore-lavoro disponibili, per produrre una quantità maggiore di x, è necessario rinunciare a parte della produzione di y), rappresentato graficamente dalla frontiera delle possibilità produttive, linea che, su un piano cartesiano con come assi la quantità prodotta di x e y, mostra la quantità massima di x che è possibile produrre per ogni dato livello di produzione di y, e viceversa. L'equazione di questa linea (che, quando c'è un solo fattore di produzione, è retta) è:
{\displaystyle LxQx+LyQy=L}
Il valore assoluto del coefficiente angolare (la pendenza) della retta rappresentata, cioè (Lx/Ly), è il costo opportunità della produzione del bene x in termini del bene y (ciò significa che la produzione di un'unità in più di x richiede Lx ore di lavoro che prima venivano impiegate nella produzione di 1/Ly unità di y).
Supponendo che tutte le risorse dell'economia siano impiegate (cioè la produzione si colloca in un punto della frontiera delle possibilità produttive), l'offerta dei due beni è regolata dal tentativo degli individui di massimizzare i propri guadagni; vale a dire che i lavoratori preferiranno essere impiegati nel settore in cui i salari sono più alti. Se i prezzi dei due beni sono Px e Py, ed essendo i profitti nulli (stiamo lavorando con l'ipotesi di concorrenza perfetta), i salari orari pagati nei due settori saranno pari al prodotto di un'ora di lavoro:
{\displaystyle Wx=Px/Lx} ; {\displaystyle Wy=Py/Ly}
Il salario pagato nel settore x è maggiore di quello del settore y se:
{\displaystyle (Px/Lx)>(Py/Ly)}, cioè {\displaystyle (Px/Py)>(Lx/Ly)}
Quindi, l'economia si specializzerà nella produzione del bene il cui prezzo relativo (Px/Py per il bene x e Py/Px per il bene y) è maggiore del suo costo opportunità (Lx/Ly per il bene x e Ly/Lx per il bene y). Ma per ora, in assenza di commercio, l'economia deve produrre entrambi i beni, quindi:
{\displaystyle (Px/Py)=(Lx/Ly)}

## Commercio internazionale nel modello a un solo fattore
Supponiamo ora di avere due Paesi, A e B. Assumiamo che il rapporto fra le quantità di lavoro richieste nella produzione di x e y sia minore in A che in B; vale a dire che l'economia di A è più produttiva rispetto a quella di B nella produzione del bene x. In termini matematici:
{\displaystyle [Lx(A)/Ly(A)]<[Lx(B)/Ly(B)]}
Quindi:
{\displaystyle [Lx(A)/Lx(B)]<[Ly(A)/Ly(B)]}
La produttività relativa di A è maggiore nel settore x; in altri termini, il paese A ha un vantaggio comparato nella produzione del bene x.
Si parla invece di vantaggio assoluto nella produzione del bene x se: {\displaystyle Lx(A)<Lx(B)}, ma per il modello non è rilevante.
Cosa succede quando i due paesi aprono la loro economia ed iniziano a commerciare? Supponiamo che il prezzo relativo di x del paese B sia maggiore di quello del paese A; in questo caso, sarà conveniente trasferire una quantità di x da A a B tale da far convergere i prezzi relativi fino ad un livello medio, chiamato prezzo relativo internazionale di x. Quando si raggiunge questo livello, il mercato internazionale è in equilibrio. In particolare:
- se {\displaystyle Px/Py<Lx(A)/Ly(A)}, non c'è produzione di x ma i due paesi producono entrambi y
- se {\displaystyle Px/Py=Lx(A)/Ly(A)}, il paese B produce solo y, mentre il paese A produce indifferentemente x o y, in quanto i salari sono uguali
- se {\displaystyle Lx(A)/Ly(A)<Px/Py<Lx(B)/Ly(B)} (situazione più probabile), il paese A si specializza nella produzione di x, mentre il paese B si specializza nella produzione di y
- se {\displaystyle Px/Py=Lx(B)/Ly(B)}, il paese A produce solo x, mentre il paese B produce indifferentemente x o y, in quanto i salari sono uguali
- se {\displaystyle Px/Py>Lx(B)/Ly(B)}, non c'è produzione di y ma i due paesi producono entrambi x.

Nel terzo caso, l'offerta relativa di x sarà uguale a: {\displaystyle (L/Lx(A))/(L/Ly(B))}.

## Benefici del commercio internazionale
Il modello ricardiano prevede che tutti traggano benefici dal commercio. Infatti, si può considerare il commercio come una produzione indiretta, ma più efficiente di quella diretta: ad esempio, il paese A può decidere se impiegare un'ora-lavoro per produrre 1/Lx unità di x o 1/Ly unità di y; essendo più efficiente nella produzione di x, tenderà a scegliere la prima possibilità; in seguito, potrà scambiare 1/Lx per (Px/Py) unità di y. Quindi, il paese A o produce 1/Ly unità di y o, indirettamente, (1/Lx)(Px/Py) unità di y, quantità che è sicuramente maggiore.
Inoltre, il commercio garantisce una scelta più vasta per i consumatori (non più vincolati dalle possibilità di produzione interna).

## Critica della teoria del vantaggio comparativo
Le formulazioni classiche e neoclassiche della teoria del vantaggio comparativo si differenziano per gli strumenti che utilizzano, ma condividono la stessa base e la stessa logica. La teoria del vantaggio comparativo dice che le forze di mercato spingono tutti i fattori di produzione verso il loro migliore utilizzo nell'economia. Indica che il libero commercio internazionale andrebbe a vantaggio di tutti i paesi partecipanti e del mondo intero perché potrebbero aumentare la loro produzione complessiva e consumare di più specializzandosi in base ai loro vantaggi comparativi. Le merci diventerebbero più economiche e disponibili in quantità maggiori. Inoltre, questa specializzazione non avverrebbe per caso o per intenzione politica, ma sarebbe automatica. Tuttavia, secondo gli economisti non neoclassici, l'applicazione delle teorie del libero scambio e del vantaggio comparativo si basa su presupposti che non sono né teoricamente né empiricamente validi ·  · . 
Ipotesi irrealistica 1, il capitale e il lavoro non sono mobili a livello internazionale

L'immobilità internazionale del lavoro e del capitale è centrale nella teoria del vantaggio comparativo. Senza di essa, non ci sarebbe motivo di regolare il libero commercio internazionale con un vantaggio comparativo. Gli economisti classici e neoclassici partono tutti dal presupposto che il lavoro e il capitale non si muovono tra le nazioni. A livello internazionale, solo i beni prodotti possono circolare liberamente, con capitali e manodopera intrappolati all'interno dei paesi. David Ricardo era consapevole che l'immobilità internazionale del lavoro e del capitale è un'ipotesi indispensabile. Ad essa ha dedicato metà della sua spiegazione della teoria nel suo libro. Ha persino spiegato che se il lavoro e il capitale possono muoversi a livello internazionale, il vantaggio comparativo non può determinare il commercio internazionale. Ricardo ipotizzava che le ragioni dell'immobilità del capitale sarebbero state · : 
 "l'insicurezza immaginaria o reale del capitale, quando non è sotto l'immediato controllo del suo proprietario, così come la naturale riluttanza che ogni uomo ha a lasciare il suo paese natale e i suoi legami, e ad affidarsi con tutte le sue abitudini fisse, a uno strano governo e a nuove leggi". 
Neoclassici economisti, invece, difendono l'idea che la portata di questi movimenti di lavoratori e di capitali sia trascurabile. Hanno sviluppato la teoria della compensazione dei prezzi per fattori che rendono superflui questi movimenti. 
In pratica, però, i lavoratori si spostano in gran numero da un paese all'altro. Oggi, l'emigrazione per motivi di lavoro è davvero un fenomeno globale. E, con la diminuzione dei costi di trasporto e di comunicazione, il capitale è diventato sempre più mobile e si sposta spesso da un paese all'altro. Inoltre, l'ipotesi neoclassica secondo cui i fattori sono intrappolati a livello nazionale non ha alcuna base teorica e l'ipotesi della perequazione dei prezzi dei fattori non può giustificare l'immobilità internazionale. Inoltre, non vi è alcuna prova che i prezzi dei fattori di produzione siano equiparati in tutto il mondo. Pertanto, i vantaggi comparativi non possono determinare la struttura del commercio internazionale · . 
Se sono mobili a livello internazionale e l'uso più produttivo dei fattori è in un altro paese, il libero scambio li porterà a migrare in quel paese. Questo andrà a beneficio della nazione verso cui migrano, ma non necessariamente di altre. Questo problema riguarda tutti i fattori di produzione, ma il cuore del problema è il capitale. Così, la mobilità del capitale sostituisce il vantaggio comparativo, che si applica quando il capitale è costretto a scegliere tra diversi usi all'interno di un'unica economia nazionale, con vantaggio assoluto a livello internazionale. E il vantaggio assoluto non garantisce un buon risultato per tutti i partner commerciali. Il commercio sta quindi passando da una garanzia teorica di relazioni win-win ad una possibilità di relazioni win-lose · . 
ipotesi irrealistica 2, non ci sono esternalità
Un'esternalità è il termine utilizzato quando il prezzo di un prodotto non riflette il suo costo o il suo reale valore economico. La classica esternalità negativa è il degrado ambientale, che riduce il valore delle risorse naturali senza aumentare il prezzo del prodotto che le ha danneggiate. La classica esternalità positiva è l'invasione tecnologica, dove l'invenzione di un prodotto da parte di un'azienda permette ad altri di copiarlo o di costruirvi sopra, generando una ricchezza che l'azienda originale non può catturare. Se i prezzi sono sbagliati a causa di esternalità positive o negative, il libero scambio produrrà risultati non ottimali · . 
Ad esempio, le merci provenienti da un paese con standard di inquinamento lassisti saranno troppo economiche. Di conseguenza, i suoi partner commerciali importeranno troppo. E il paese esportatore esporterà troppo, concentrando troppo la sua economia in industrie non così redditizie come sembrano, ignorando i danni dell'inquinamento.
Per quanto riguarda le esternalità positive, se un'industria genera ricadute tecnologiche per il resto dell'economia, allora il libero scambio può lasciare che [l'industria] sia spazzata via dalla concorrenza straniera perché l'economia ignora il suo valore nascosto. Alcune industrie generano nuove tecnologie, consentono miglioramenti in altri settori e stimolano i progressi tecnologici a livello economico; pertanto, perdere questi settori significa perdere tutti i settori che ne sarebbero derivati in futuro · .
ipotesi irrealistica 3, le risorse produttive si spostano facilmente da un settore all'altro
La teoria del vantaggio comparativo si occupa del miglior uso delle risorse e di come utilizzare al meglio l'economia. Ma presuppone che le risorse utilizzate per produrre un prodotto possano essere utilizzate per produrne un altro. Se non possono, le importazioni non spingeranno l'economia verso industrie più adatte al suo vantaggio comparativo e distruggeranno solo le industrie esistenti.
Per esempio, quando i lavoratori non possono spostarsi da un settore all'altro - di solito perché non hanno le competenze giuste o non vivono nel posto giusto - i cambiamenti nel vantaggio comparativo dell'economia non li sposteranno verso un settore più appropriato, ma piuttosto verso la disoccupazione o i lavori precari e poco produttivi · .
ipotesi irrealistica 4, i guadagni del commercio internazionale sono solo guadagni statici
La teoria del vantaggio comparativo permette un'analisi "statica" piuttosto che "dinamica" dell'economia [economica (attività umana)]. Cioè, guarda ai fatti di un singolo momento e determina la migliore risposta a quei fatti in quel momento, data la nostra produttività in vari settori industriali. Ma quando si parla di crescita a lungo termine, non dice nulla su come i fatti possano cambiare domani e su come possano essere cambiati a favore di qualcuno. Non dice come trasformare al meglio i fattori di produzione in fattori più produttivi domani · .
Secondo la teoria, l'unico vantaggio del commercio internazionale è che le merci diventano più economiche e disponibili in quantità maggiori. Il miglioramento dell'efficienza statica delle risorse esistenti sarebbe quindi l'unico vantaggio del commercio internazionale. E la formulazione neoclassica presuppone che i fattori di produzione siano dati solo in modo esogeno. I cambiamenti esogeni possono derivare, tra l'altro, dalla crescita della popolazione, dalle politiche industriali, dal tasso di accumulazione del capitale (propensione alla sicurezza) e dalle invenzioni tecnologiche. Gli sviluppi dinamici endogeni al commercio, come la crescita economica, non sono incorporati nella teoria di Ricardo. E questo non è alterato da quello che viene chiamato "vantaggio comparativo dinamico". In questi modelli, il vantaggio comparativo si sviluppa e cambia nel tempo, ma questo cambiamento non è il risultato del commercio in sé, ma di un cambiamento dei fattori esogeni · .
Eppure il mondo, e in particolare i paesi industrializzati, sono caratterizzati da guadagni dinamici endogeni al commercio, come la crescita tecnica che ha portato ad un aumento del tenore di vita e della ricchezza del mondo industrializzato. Inoltre, i guadagni dinamici sono più importanti dei guadagni statici.
ipotesi irrealistica 5, il commercio sarà sempre in equilibrio e c'è un meccanismo di aggiustamento
Un assunto cruciale sia nelle formulazioni classiche che neoclassiche della teoria del vantaggio comparativo è che il commercio è equilibrato, il che significa che il valore delle importazioni è uguale al valore delle esportazioni di ogni paese. Il volume degli scambi può cambiare, ma il commercio internazionale sarà sempre in equilibrio almeno dopo un certo tempo di aggiustamento. L'equilibrio del commercio è essenziale per la teoria, perché il meccanismo di aggiustamento che ne risulta è responsabile della trasformazione dei vantaggi comparativi dei costi di produzione in vantaggi di prezzo assoluti. E questo è necessario perché sono le differenze di prezzo assolute che determinano il flusso internazionale delle merci. Poiché i consumatori acquistano un bene dal venditore più economico, i vantaggi comparativi in termini di costi di produzione devono essere trasformati in vantaggi di prezzo assoluti. Nel caso dei tassi di cambio flessibili, è il meccanismo di adeguamento dei tassi di cambio ad essere responsabile di questa trasformazione dei vantaggi comparativi in vantaggi di prezzo assoluti. Nel caso dei tassi di cambio fissi, la teoria neoclassica sostiene che il commercio è bilanciato dalle variazioni dei tassi salariali · . 
Quindi, se il commercio non fosse bilanciato di per sé e se non ci fosse un meccanismo di aggiustamento, non ci sarebbe motivo di ottenere un vantaggio comparativo. Tuttavia, gli squilibri commerciali sono la norma e il commercio equilibrato è in pratica solo un'eccezione. Inoltre, le crisi finanziarie come quella asiatica degli anni '90 dimostrano che gli squilibri della bilancia dei pagamenti sono raramente benigni e non si autoregolamentano. In pratica non esiste un meccanismo di regolazione. I vantaggi comparativi non si traducono in differenze di prezzo e quindi non possono spiegare i flussi commerciali internazionali. Così, teoria può facilmente consigliare una politica commerciale che ci dia il più alto tenore di vita possibile nel breve periodo, ma non nel lungo periodo. Questo è ciò che accade quando una nazione ha un deficit commerciale, il che significa necessariamente che si indebita con gli stranieri o vende loro i suoi beni esistenti. Così, la nazione applica una frenesia di consumo a breve termine seguita da un declino a lungo termine · . 
ipotesi irrealistica 6, il commercio internazionale è inteso come baratto
Il presupposto che il commercio sarà sempre equilibrato è il corollario del fatto che il commercio è inteso come baratto. La definizione del commercio internazionale come baratto è la base per l'ipotesi di un commercio equilibrato. Ricardo insiste sul fatto che il commercio internazionale si svolge come se si trattasse di un puro baratto, una presunzione che viene mantenuta dagli economisti classici e neoclassici successivi. La teoria della quantità di denaro, che Ricardo utilizza, presuppone che il denaro sia neutrale e trascura la velocità di una valuta. Il denaro ha una sola funzione nel commercio internazionale, cioè come mezzo di scambio per facilitare il commercio · .
In pratica, però, la velocità di circolazione non è costante e la quantità di denaro non è neutrale per l'economia reale. Un mondo capitalista non è caratterizzato da un'economia di baratto, ma da un'economia di mercato. La differenza principale nel contesto del commercio internazionale è che le vendite e gli acquisti non devono più coincidere. Il venditore non è necessariamente obbligato ad acquistare immediatamente. Quindi, il denaro non è solo un mezzo di scambio. È principalmente un mezzo di pagamento e viene utilizzato anche per conservare il valore, per saldare i debiti, per trasferire il patrimonio. Così, contrariamente all'ipotesi del baratto della teoria del vantaggio comparativo, il denaro non è una merce come le altre. Piuttosto, è di importanza pratica possedere specificamente il denaro piuttosto che qualsiasi merce. E il denaro come riserva di valore in un mondo di incertezza influenza significativamente le motivazioni e le decisioni dei detentori e dei produttori di ricchezza · .
ipotesi irrealistica 7, il lavoro o il capitale viene utilizzato a piena capacità
Ricardo e i successivi economisti classici presuppongono che il lavoro tenda ad essere pienamente impiegato e che il capitale sia sempre pienamente utilizzato in un'economia liberalizzata, perché nessun proprietario di capitale lascerà il suo capitale inutilizzato ma cercherà sempre di trarne profitto. Che non ci siano limiti all'uso del capitale è una conseguenza della legge Jean-Baptiste Say che presuppone che la produzione sia limitata solo dalle risorse, adottata anche dagli economisti neoclassici. 
Da un punto di vista teorico, la teoria del vantaggio comparativo deve presupporre che il lavoro o il capitale siano utilizzati a pieno regime e che le risorse limitino la produzione. Le ragioni sono due: la realizzazione di guadagni attraverso il commercio internazionale e il meccanismo di aggiustamento. Inoltre, questo presupposto è necessario per il concetto di costi di opportunità. Se c'è disoccupazione (o risorse sottoutilizzate), non ci sono costi di opportunità, perché la produzione di un bene può essere aumentata senza diminuire la produzione di un altro bene. Poiché nella formulazione neoclassica i vantaggi comparativi sono determinati dai costi di opportunità, questi non possono essere calcolati e questa formulazione perderebbe la sua base logica · . 
Se le risorse di un paese non fossero pienamente utilizzate, la produzione e il consumo potrebbero essere aumentati a livello nazionale senza partecipare al commercio internazionale. L'intera logica del commercio internazionale scomparirebbe, così come i potenziali guadagni. In tal caso, uno Stato potrebbe addirittura guadagnare di più astenendosi dal partecipare al commercio internazionale e rilanciando la produzione interna, in quanto ciò consentirebbe di impiegare più manodopera e capitale e di aumentare il reddito nazionale. Inoltre, qualsiasi meccanismo di aggiustamento alla base della teoria non funziona più se la disoccupazione esiste · .
In pratica, però, il mondo è caratterizzato dalla disoccupazione. La disoccupazione e la sottoccupazione del capitale e del lavoro non sono fenomeni a breve termine, ma sono comuni e diffusi. La disoccupazione e le risorse non sfruttate sono la regola piuttosto che l'eccezione.